# Peter von Braun
Peter Andreas Gottlieb Franz Braun (ab 1795 Freiherr von; getauft 2. Juli 1758 in Wien; † 15. November 1819 ebenda) war ein Industrieller und Theaterdirektor in Wien. 

## Leben
Er trat als Sohn des Hofrats Johann Gottlieb Braun 1777 in den Staatsdienst ein und wurde Hofsekretär. Als Truchsess stand er sehr hoch in der gesellschaftlichen Hierarchie.
1789 gründete er eine Seidenzeugfabrik, für die er Arbeiter aus Lyon kommen ließ. 1790 etablierte er sich als Großhändler, wandte sich dann jedoch kulturellen Tätigkeiten zu; 1794–1807 war er leitender Direktor beider Hoftheater, dem heutigen Burgtheater und des Theaters an der Wien. Unter seiner Direktion wurde 1806 Beethovens einzige Oper Fidelio im Theater an der Wien uraufgeführt und nach nur 2 Aufführungen wieder abgesetzt. Als Hofbankier (ab 1796) entwickelte er sich zu einem Förderer von Kunst und Wissenschaft.
Von 1796 bis 1817 war Freiherr von Braun Eigentümer von Schloss Schönau an der Triesting. Er ließ dort den damals außergewöhnlichen Tempel der Nacht im Schlosspark errichten.
Im Jahre 1801 kaufte von Braun die mährische Allodialherrschaft Joslowitz für 958.478 Gulden von Anton von Meraviglia-Crivelli. Bei Böhmisch Grillowitz ließ er das Jagdhaus Allein errichten. Am 26. August 1808 veräußerte er die Herrschaft einschließlich der Einrichtung des Schlosses Joslowitz für 1.400.000 Gulden an Joseph Graf Pallavicini-Centurioni.

## Familie
Peter von Braun war mit Josephine von Braun geb. von Högelmüller (1765–1838) verheiratet, der Beethoven seine Sonate F-Dur für Horn und Klavier op. 17 widmete.